# Roy Watling
Pour les articles homonymes, voir Watling.
Roy Watling (1938-) est un mycologue britannique.